# Грижо-де-Парада
Грижо-де-Парада (порт. Grijó de Parada) — район (фрегезия) в Португалии, входит в округ Браганса. Является составной частью муниципалитета Браганса. По старому административному делению входил в провинцию Траз-уж-Монтиш и Алту-Дору. Входит в экономико-статистический субрегион Алту-Траз-уш-Монтеш, который входит в Северный регион. Население составляет 380 человек на 2001 год. Занимает площадь 31,02 км².